# 17962 Andrewherron
A 17962 Andrewherron (ideiglenes jelöléssel 1999 JD37) a Naprendszer kisbolygóövében található aszteroida. A LINEAR projekt keretében fedezték fel 1999. május 10-én.